# ブロックスゾイド
ブロックスゾイドは、タカラトミー（旧トミー）より発売されているゾイド（ゾイドブロックス）シリーズのひとつであり、またその背景設定に登場する架空の兵器である。

## 概要
『ゾイド』シリーズにおいては2002年に展開された『ゾイドブロックス』シリーズの玩具商品およびそのメディアミックスで初登場した。
玩具の背景設定であるバトルストーリーでは人工的に作られたものしか存在しないが、アニメでは野生に存在し、古代から存在する個体もいる設定となっている。

### 商品仕様
キメラブロックスとは異なるデザインのブロックを使用。BZ-009までは銀色の共通ジョイントパーツを付属。BZ-010からは黒色の新規ジョイントパーツを付属する。
| ブロックスゾイド商品一覧                                     | ブロックスゾイド商品一覧 | ブロックスゾイド商品一覧 |
| 商品名                                                       | 発売日                   | 備考 |
| ------------------------------------------------------------ | ------------------------ | --- |
| BZ-001 レオブレイズ                                          | 2002年6月                | |
| BZ-002 ウネンラギア                                          | 2002年6月                | |
| BZ-003 モサスレッジ                                          | 2002年6月                | |
| BZ-004 ナイトワイズ                                          | 2002年6月                | キットでは頭部パーツの下部と後ろの2か所にジョイントがあり、翼にも2つずつジョイントがある。これらを使い分けることで、飛行形態や直立形態に組み替えることが可能（翼を畳んだ状態にする際は別のジョイントパーツを使用する必要がある）。                                                                  |
| ダブルアームリザード                                         | 2002年6月                | BZ-001レオブレイズとBZ-002ウネンラギアの成型色変更品を同梱。ゾイドブロックスの説明とPVが収録されたVHSが付属する。 |
| マトリクスドラゴン                                           | 2002年10月               | BZ-001～004までの四商品の成型色を変更して同梱している。 |
| BZ-009 バスターイーグル                                      | 2002年11月               | 2004年9月発売の「FZ-006 バスターフューラー」に成型色変更品が付属。 |
| BZ-010 ボルドガルド                                          | 2002年12月               | 元々はレオブレイズの強化パーツとして機能するブロックスゾイドとしてのデザイン案も存在した。発売されたBZ版のパッケージでも複数のブロックスとのチェンジマイズ例が掲載されている。尚、FZナンバーは彩度の高いカラーリングとなっている。                                                                  |
| BZ-012 レオストライカー                                      | 2003年2月                | 四肢のフレームパーツと爪はレオブレイズの流用。組み換えで二種類の形態を再現している。2004年11月に発売された「FZ-012コマンドストライカー」に成型色変更品が付属した。 |
| チェンジマイズシミュレーター バトルブロックス                | 2003年3月                | 二つを接続することで対戦も可能な携帯ゲーム。付属のジーニアスウルフは頭部以外はレオブレイズと共通のパーツを使用しており、緑色の同キットとしても組み立てられる。 |
| BZ-013 カノンダイバー                                        | 2003年4月                | 腹部のコクピットを取り外さなければパイロットの出し入れはできず、甲羅はシェルカーン、ヒレはモサスレッジの部品を流用している。 シンガポール限定版として、青い甲羅に黒いヒレ、緑の武装に成形色変更された「カノンダイバー ASIA ORIGINAL DEEPSEA VERSION」が発売された。                                 |
| バスターイーグル クリアバージョン                            | 2003年7月                | 大ZOIDS博限定販売品。 ブロックも含めた全パーツがクリアパーツとなっている。 |
| BZ-018 ディスペロウ                                          | 2003年8月                | |
| BZ-019 エヴォフライヤー                                      | 2003年8月                | 手足のフレームパーツはウネンラギアからの流用。組み換えで変形も再現。 |
| BZ-020 レオゲーター                                          | 2003年12月               | |
| BZ-021 ディメトロプテラ                                      | 2003年12月               | |
| BZ-022 ジェットファルコン                                    | 2004年2月                | チューブを介しエナジーライガーと接続可能。接続時にはエアーポンプによってバスタークローがリフトアップするが、これは手動でも可能である。 |
| BZ-023 サビンガ                                              | 2004年4月                | ウイングスラッシャーが軟質樹脂で成型されている。 |
| BZ-024 パラブレード                                          | 2004年4月                | ブレード部やデカルトドラゴンの角、プラズマレールキャノンに軟質パーツが使われている |
| FZ-004 ボルドガルド                                          | 2004年9月                | BZ-010ボルドガルドの成型色変更品。 |
| FZ-005 レオブレイズ                                          | 2004年9月                | |
| スペシャルエディション ブラキオトータス                      | 2004年9月                | |
| FZ-013 マトリクスドラゴン                                    | 2004年11月               | 2002年10月発売のマトリクスドラゴンの成型色変更品。 |
| FZ-017 ジェットファルコン                                    | 2004年12月               | BZ-022ジェットファルコンの成型色変更。 |
| スペシャルエディション レイコング                            | 2005年1月                | 第21回次世代ワールドホビーフェア会場限定販売品。 |
| スペシャルエディション レオストライカーホロテック            | 2005年1月                | 第21回次世代ワールドホビーフェア会場限定販売品。 頭部や装甲は黒いクリアパーツ、砲や尾は赤パーツ、四肢は銀パーツ、クローは黒パーツで構成される。 |
| ゾイドインフィニティ フューザーズ購入特典 インフィニティレオ | 2005年2月                | パーツの組み換えでアーケード筐体を模したオブジェにできる。またランナー構成の都合から白いレオブレイズとして組み立てることも可能。 |
| ゾイドタクティクス初回特典 シールドライガーブロックス        | 2005年8月                | 四肢のパーツはレオブレイズのものを流用している。 |
| ZOIDS SAGA DS購入特典 サウロナイツ                           | 2005年12月               | |
| ゾイドインフィニティNEO EX特典 ジェノザウラーブロックス      | 2006年3月                | レイヴン仕様の他、脚部に装備できるミサイルポッド、キットとしては初めてサイコジェノザウラーの頭部パーツが再現され、サイコジェノザウラータイプに換装できる。通常キットにも付属した専用シールもある。                                                                                                  |
| ZOIDS 108 Fire Phoenix                                       | -                        | ハズブロ社より「『ゾイドフューザーズ』の北米展開時に発売された。2003年7月に開催されたイベント『大ゾイド博』においては会場限定販売されている。後に日本国内では、2003年10月に『RZ-070 ライガーゼロフェニックス』、2004年9月に『FZ-001 ライガーゼロフェニックス』にそれぞれ成型色の変更品が付属した。  |
| ブリッツホーネット                                           | -                        | 電撃ホビーマガジン2003年11月号付録。 |
| ブリッツハーケン                                             | -                        | 電撃ビーマガジン2004年11月号に付属。 |
| AZ-06EX フェニックス 共和国仕様                              | 2025年8月予定            | タカラトミーモール限定発売。頭部を差し替えることで無人機仕様並びに有人機仕様が再現可能。一般兵のフィギュアが付属。2024年12月に発売された『ゾイド・コア・ボックス』第2弾に付属のAZ-02EX ライガーゼロ レイ・グレック仕様[共和国カラー]と合体することでライガーゼロフェニックス 共和国仕様が再現可能。 |

## 設定
東方大陸に存在する民間企業、ZOITECが開発した人工ゾイド。東方大陸では惑星Zi大異変で野生ゾイドの生態系に壊滅的なダメージを受け、戦闘兵器として改造することが不可能になった。そこで誕生したのが人工ゾイドコアを持つゾイドブロックスである。ゾイドブロックスは人工ゾイドコアを中心にユニット化されたパーツで構成されており、既存のゾイドに相当する形態を再現し、運動パターンに沿って行動することで従来のゾイドと同等の役割を担う。個々の戦闘力では同クラスの通常ゾイドには敵わないが、チェンジマイズによる変形・合体でそれを補っている。
この技術にはネオゼネバス帝国が先んじて着目していたが、同国が軍事的な利用を視野に入れ恫喝的に協力を求めたためにZOITECは反発し、ヘリック共和国にゾイドブロックスの無償提供という形で支援を開始した。
人工ゾイドコアを導入したブロックスゾイドは生産コストも低く、その操縦に精神リンクを必要としない。加えて人工コアはその経験値保存メモリーを内部の読み出し可能なエリアに設けており、戦闘から帰還したゾイドの情報を他の機体と共有することも可能となった。これにより、これまでのゾイドがもっていた機体間の個体差もなくなった。
共和国軍においては、初期の機体においてチェンジマイズの検証を重ね、レオストライカーの完成により本格的な実戦投入を開始した。その特性上パーツを分割した状態で輸送し現地で合体することも可能なため、ゾイドの安定した補給が困難なゲリラ戦と相性が良く、第二次大陸間戦争では共和国残存部隊「ヘリック・クルセイダーズ」の主力として重宝された。共和国軍におけるブロックスゾイドはSSゾイドの延長線上に位置し、既存ゾイドの個体数を補完する役目も担っている。

### 機体構造
コンピュータシステム
ゾイドブロックスの頭部パーツには、合体や組み替え（チェンジマイズ）を制御するコンピュータが内蔵される。
ゾイドコアブロック
人工ゾイドコアで。1個につき小型野生ゾイド1個分のパワーを有する。ゾイドコアは一部を除いて人工のものが使用されており、データ化されたゾイドの遺伝子情報をバイオコンピュータで統率する。
ただし、遺伝子情報のプログラムは組み合わせによっては闘争本能が目覚め、制御不能に陥ることからそうした因子を持つ情報には「キメラ」というプロテクトを施している。後にはこのプログラムにかけられたプロテクトを解除し、二種類以上の生物的特性を持ったキメラブロックスも開発された。
ネオコアブロック
サビンガ、パラブレード以降のブロックスゾイドに導入されたコアブロックで、基本パワーが強化されている。
システムブロック
ゾイドブロックスのボディを形成するブロック。武装パーツなどの装着が可能。陸・海・空の三種類が存在する。
TB8
8連トランスフォームブロックと呼ばれる新型人工ゾイドコアの一種で、ブロックスの変形機構をスムーズに行える特性を有している。それ自体が変形機構を持ち、通常ゾイドクラスの出力を誇る。これは出力と低コストを両立しており、二種類の異なるゾイドの因子を破綻させることなく融合させることに成功している。ディメトロプテラ、レオゲーター、ブラキオレックスに採用された。
チェンジマイズ
ゾイドブロックスに導入された変形・合体機構。ゾイドブロックスはパーツ各部にマグネッサーシステムを導入しており、通常ゾイドよりの武装変更も迅速な組み換えを可能としている。このため、整備施設が貧弱な最前線においても武装や形態の変更を可能としており、変形によって陸戦型から飛行型へ対応することも可能としている。ゾイドブロックス同士による2体以上の合体により劇的な性能向上がなされるが、それに比例して操縦性も悪化していくデメリットを有している。
コンビネーション・デュプレックス(combination-Duplex)
ダブルアームリザードのような2体合体を行った形態。
コンビネーション・クアドロ(combination-Quadro)
マトリクスドラゴンのような4体合体形態。
コンビネーション・アミガー(combination-Armiger)
ゾイドブロックスが通常ゾイドの武器となった形態。組み換えを前提してブロックスのパーツは本体から切り離されても動作するため、ゾイドブロックスは通常ゾイドを強化する歩く武器庫としても機能する。

## インフィニティレオ
| インフィニティレオ INFINITY LEO | インフィニティレオ INFINITY LEO |
| ------------------------------- | ------------------------------- |
| 分類                            | ライオン型                      |
| 全長                            | 11.2m                           |
| 全高                            | 4.5m                            |
| 重量                            | 18.5t                           |
| 最高速度                        | 222km/h                         |

PS2版ゾイドインフィニティフューザーズ初回分に付属したブロックス。ゲーム中では隠し機体として登場。

## ウネンラギア
| ウネンラギア UNENLAGIA | ウネンラギア UNENLAGIA                                                          |
| ---------------------- | ------------------------------------------------------------------------------- |
| 番号                   | BZ-002                                                                          |
| 所属                   | ヘリック共和国                                                                  |
| 分類                   | ウネンラギア型                                                                  |
| 全長                   | 11.5m                                                                           |
| 全高                   | 5.5m                                                                            |
| 重量                   | 18.5t                                                                           |
| 最高速度               | 195km/h                                                                         |
| 武装                   | AZハンドガン×2 ストライクレーザークロー×2 テイルアサルトライフル バイトファング |
| 得意技                 | ガンナーズブレイク                                                              |
| 主な搭乗者             | グゥ(ZOIDS惑星Zi) ワッツ(ゾイドフューザーズ)                                    |

格闘性能を重視したレオブレイズに対し射撃性能を重視したウネンラギア型ブロックス。中・近距離戦に威力を発揮し、小型ゾイドを圧倒する格闘性能を誇る。その装備構成は共和国軍のリクエストを反映。ガンスナイパー、スナイプマスターの後継機にあたる。中型ゾイドに匹敵しつつも、扱い易い機体である。
武装
AZハンドガン
両肘に装備。
ストライクレーザークロー
両手の爪。
テイルアサルトライフル
尻尾そのものが武装となっている。
得意技のガンナーズブレイクは、この装備とハンドガンを併用して行われる。
バイトファング
口部。
作中の活躍
『ゾイドフューザーズ』では小型でおとなしいゾイドという設定。多数の野生化個体が登場している。サベージハンマーに雇われたゾイド乗り3人組、「クラッシャーズ」のワッツの搭乗ゾイドとしても登場。仲間のナイトワイズ、モサスレッジに加え、マットのレオブレイズを取り込んでマトリクスドラゴンとなる。バスターフューラーとライガーゼロフェニックス相手に優位に立つが、初登場の次でエナジーライガーの攻撃を受け、再起不能になってしまった。

## エヴォフライヤー
| エヴォフライヤー EVOFLYER | エヴォフライヤー EVOFLYER                                                                    |
| ------------------------- | -------------------------------------------------------------------------------------------- |
| 番号                      | BZ-019                                                                                       |
| 所属                      | ヘリック共和国 チーム・サベージハンマー（フューザーズ）                                      |
| 分類                      | ミクロラプトル型                                                                             |
| 全長                      | 11.9m                                                                                        |
| 全高                      | 7.2m                                                                                         |
| 重量                      | 18t                                                                                          |
| 最高速度                  | 190km/h(陸戦モード) マッハ1.8(空戦モード)                                                    |
| 武装・装備                | AZアサルトライフル×2 ストライククロー×4 バイトファング イオンブースター テイルスタビライザー |
| 得意技                    | ラピッドブレイク                                                                             |

ディスペロウ同様、凱龍輝をサポートするために開発されたミクロラプトル型ブロックスゾイド。ウネンラギアの発展型で、陸戦タイプから飛行形態に変形できるブロックスゾイドである。装甲の防御力はないものの、飛行ゾイド並の機動性を誇る。
陸戦・空戦双方で2機分の働きを示した本機は資材・人材面で共和国の助けとなったが、反面、生産コストが通常ブロックスの数倍という課題を残している。
武装
AZアサルトライフル
陸戦モードでは背部、空戦モードでは主翼に装備。
ストライククロー
四肢の爪。
バイトファング
口部。
イオンブースター
コックピット後部に装備。
テイルスタビライザー
尻尾。
作中の活躍
『ゾイドフューザーズ』では最初はディスペロウと共に開拓団を襲う凶暴な野良ゾイド（劇中ではリヒタースケールと関連を思わせる描写もあるが、詳細不明）として登場。変形を繰り返してパートナーを失ったRDのライガーゼロを翻弄した。後にブレードの凱龍輝と同調して凱龍輝スピードとしてユニゾンを果たす。しかし、エナジーレイライガーとの戦いで破壊された。

### エヴォフライヤーS型
電撃ホビーマガジン2003年11月号掲載の改造エヴォフライヤー。凱龍輝部隊を支援すべく制空権確保のため投入された機体で、エヴォフライヤーの空戦モードをベースにナイトワイズのパーツを組み込み、より高性能な飛行ゾイドとして再構築されている。「S」は「stratosphere」（成層圏）の略。
ノーマル機の他、ナイトワイズのイオンブースターをコクピットごと尾の側面に追加したブースター装備型、ブリッツホーネットのパーツを組み込んだ高機動型といったバリエーションがある。

## カノンダイバー
| カノンダイバー CANNON DIVER | カノンダイバー CANNON DIVER                                   |
| --------------------------- | ------------------------------------------------------------- |
| 番号                        | BZ-013                                                        |
| 所属                        | ヘリック共和国                                                |
| 分類                        | ウミガメ型                                                    |
| 全長                        | 9.7m                                                          |
| 全高                        | 4.7m                                                          |
| 重量                        | 19t                                                           |
| 最高速度                    | 50ノット(水中) M0.08(空中)                                    |
| 武装・装備                  | ビームランチャー ミサイルランチャー テイルナイフ サーチライト |
| 得意技                      | 精密射撃 カノンブレイク                                       |

ロードゲイルのような大型キメラブロックスに対抗するため、強力な火器を装備したレオストライカーの支援機であり、激戦により配備数が減少したハンマーヘッドの穴を埋める機体としても開発されたウミガメ型ブロックスゾイド。甲羅部分はシェルカーンから遺伝子情報を正常に抽出して作り出したもの。ビームランチャーとミサイルランチャーはレオストライカーへの装備を想定している。
武装
ビームランチャー
右背面に装備。
ミサイルランチャー
左背面に装備。
テイルナイフ
尻尾。
サーチライト
両肩に装備。

### アサルトスパイダー
電撃ホビーマガジン2003年7月号掲載の改造カノンダイバー。カノンダイバーの火力を地上で活用すべく考案されたクモ型ブロックスゾイド。頭部（コックピット）や一部の足はモサスレッジのパーツを使用。その俊敏性から、イタリア語で「速い」を意味する「ヴェローチェ」の異名を持つ。ガイサックの代替機として運用される無人スリーパータイプも存在する。

## Cannon Spider
| Cannon Spider | Cannon Spider |
| ------------- | ------------- |
| 番号          | BZ-102        |
| 分類          | 蜘蛛型        |
| 全長          | 10.1m         |
| 全高          | 6.1m          |
| 重量          | 29.9t         |
| 最高速度      | 135km/h       |

ハズブロ社より発売された米国オリジナルのブロックスゾイド。ミサイルランチャーを兼ねるサウンドユニットを持つ。

## サビンガ
| サビンガ SAVINGA | サビンガ SAVINGA |
| ---------------- | --- |
| 所属             | ZOITEC |
| 番号             | BZ-023 |
| 分類             | モモンガ／ムササビ型 |
| 全長             | 10.8m |
| 全高             | 3.9m |
| 重量             | 21t |
| 最高速度         | 820km/h |
| 武装             | 複合センサーアイ（モモンガタイプ）／赤外線スコープアイ（ムササビタイプ） ウイングスラッシャー×2 ボトムアーマー アサルトアーマーテイル |
| 得意技           | ウイングスラッシュコンボ |

ZOITEC社製のブロックスで、ネオコアブロックを採用している。頭部の換装により、格闘戦用のムササビ型または索敵用のモモンガ型となる。モモンガタイプでは飛行時間の延伸が可能となり、ムササビタイプでは攻撃力が強化される。ワイツウルフとの合体によりワイツタイガーの形態となり、ワイツウルフ内に封印されていたタイガー型の遺伝子情報を目覚めさせる。
装備
複合センサーアイ
モモンガタイプ時の目。
赤外線スコープアイ
ムササビタイプ時の目。
ウイングスラッシャー
胴体両脇の飛膜。マグネッサーウイングとしての機能を持つ。折り畳むことができる。
ボトムアーマー
胴体部に装備。
アサルトアーマーテイル
尾。

## ジーニアスウルフ
| ジーニアスウルフ GENIUS WOLF | ジーニアスウルフ GENIUS WOLF                                            |
| ---------------------------- | ----------------------------------------------------------------------- |
| 所属                         | ヘリック共和国                                                          |
| 分類                         | オオカミ型                                                              |
| 全長                         | 11.3m                                                                   |
| 全高                         | 4.5m                                                                    |
| 重量                         | 18t                                                                     |
| 最高速度                     | 260km/h                                                                 |
| 武装                         | ザンブレード バイトファング ストライクレーザークロー×4 イオンブースター |
| 得意技                       | トリックハンティング                                                    |

ケーニッヒウルフやコマンドウルフといった過去のゾイドのデータがフィードバックされたオオカミ型ブロックス。頭部を高性能コンピュータに換装したレオブレイズである。

### クレバーウルフ
電撃ホビーマガジン2003年5月号掲載の改造例。ジーニアスウルフのコックピットをボルドガルドのコックピットと4連装中距離キャノンに換装し、胴体側面にボルドガルドのアーマーを追加した機体。カラーリングは青。

## シールドライガーブロックス
| シールドライガーブロックス SHIELD LIGER BLOX | シールドライガーブロックス SHIELD LIGER BLOX                                             |
| -------------------------------------------- | ---------------------------------------------------------------------------------------- |
| 番号                                         | RZ-007BX                                                                                 |
| 分類                                         | ライオン型                                                                               |
| 全長                                         | 13m                                                                                      |
| 全高                                         | 5.5m                                                                                     |
| 重量                                         | 20.2t                                                                                    |
| 最高速度                                     | 230km/h                                                                                  |
| 武装                                         | レーザーサーベル ストライククロー×4 2連装加速ビーム砲 冷却ジェネレーター×4 2連装ビーム砲 |

評価こそ高かったものの、野生体の個体数の観点から大量生産が不向きだったシールドライガーを量産化する目的で作られた機体。バン・フライハイトが駆るシールドライガーの活躍を受けて計画され、研究中の人工ゾイドコアを使用して開発した。しかしながら当時の人工ゾイドコアではシールドライガーと同等の出力を得るには費用対効果を出せなかったため、数機が作られた後生産が打ち切られた。のちにレオブレイズの開発に本機のデータが生かされた。

## ジェットファルコン
| ジェットファルコン JET FALCON | ジェットファルコン JET FALCON                                                                                      |
| ----------------------------- | --- |
| 番号                          | BZ-022 FZ-017（フューザーズ）                                                                                      |
| 所属                          | ヘリック共和国 チーム・マッハストーム（フューザーズ）                                                              |
| 分類                          | ハヤブサ型 |
| 全長                          | 18.7m |
| 全高                          | 7.6m |
| 重量                          | 38t |
| 最高速度                      | マッハ3 |
| 武装                          | バスタークロー×2 AZショックキャノン×4 ザンスマッシャークロー×2 マグネッサージェットウイング×2 テイルスタビライザー |

第二次大陸間戦争末期に登場したハヤブサ型の大型飛行ブロックスゾイド。本体に小型エナジーチャージャーを搭載、超低空をマッハ3で飛行可能としており、バスタークローによって重ゾイドをも撃破可能な恐るべき破壊力を秘めた飛行ブロックスゾイドである。
元々はZOITECがネオゼネバス帝国のエナジーライガーとの合体を前提に開発した機体であったが、同社は強力なブロックスゾイドを求め、軍事的な恫喝を行ったネオゼネバス帝国に反発。本機をヘリック共和国に提供し、共和国軍の開発陣との共同でライガーゼロ用のB-CASに再調整した。これによって本機はライガーゼロとの合体によってライガーゼロファルコンとなる。なお、エナジーライガーとのリンク機構はまだ生きており、もしこの2機が合体すれば、現行のあらゆるゾイドを上回る怪物ゾイドが誕生すると言われている。
ネオゼネバスとの決戦において開発された機体は10機にも満たないごく少数で、B-CASとして合体運用が公式に記録されているのはレイ・グレックの搭乗機体のみとされる。戦後はほとんどの機体が破壊または絶滅したと言われている。
武装・装備
バスタークロー
ボディ部側面のアームに接続される。大型ゾイドさえ一撃で粉砕してしまう威力を持ち、『ゾイドバトルストーリー』の作中では、合体したライガーゼロファルコンがビームの発射を行っている。また、Eシールドの展開も可能。
AZショックキャノン
主翼とボディ部に計4基装備する。連射が可能で、小型ゾイドを容易く葬る威力を持つ。
ザンスマッシャークロー
ジェットファルコンの爪部。地上ゾイドへの急降下攻撃で力を発揮する。
マグネッサージェットウイング
ジェットファルコンの主翼。マグネッサーシステムとジェットエンジンを併用している。
テイルスタビライザー
ジェットファルコンの尾翼。超音速飛行を安定させ、ドッグファイト時は機体の運動性能を高める。
作中の活躍
バトルストーリー
ZAC2109年に行われた旧共和国首都近辺での戦いにおいて活躍。エナジーライガーの猛攻によってフェニックスを破壊されたライガーゼロの元へ飛来し、ライガーゼロファルコンへと合体した。エナジーライガーが暴走した際はジェットファルコンとバイパスを接続することで過剰エネルギーの強制排出を行った。
『ゾイドフューザーズ』
第16話に登場。最初はウルカの森の遺跡で石化した状態で眠っていた。森にやってきたRDのライガーゼロと彼の仲間たちが窮地に陥った時、フェニスの声を聞いたマットの協力で覚醒。そのままライガーゼロとユニゾンしてライガーゼロファルコンとなった。以後はファイヤーフェニックス同様に自らの意思で行動して合体するが、ファイヤーフェニックスと違って常にRDのチームと行動を共にしている。ダンには非常に古いゾイドと分析されていたが、これがRDの父が求めた伝説のゾイドであったかどうかは定かではない。

### ラピッドファルコン
「BZ-022 ジェットファルコン」付属オフィシャルファンブックEX.vol8掲載。ディメトロプテラ、エヴォフライヤーと合体したジェットファルコン。

### ファルコンバースト
「BZ-022 ジェットファルコン」付属オフィシャルファンブックEX.vol8掲載。レオゲーター、ディスペロウと合体したジェットファルコン。

## ジェノザウラーブロックス
| ジェノザウラーブロックス GENO SAURER BLOX | ジェノザウラーブロックス GENO SAURER BLOX |
| ----------------------------------------- | --- |
| 分類                                      | ティラノサウルス型 |
| 全長                                      | 11.9m |
| 全高                                      | 6.8m |
| 重量                                      | 37.5t |
| 最高速度                                  | 235km/h |
| 武装                                      | 集束荷電粒子砲 レーザーガン レーザーセンサー ロングレンジパルスレーザーライフル×2 ハイパーキラーファング ハイパーキラークロー×2 ハイパーストライククロー×2 |

ゲーム「ゾイドインフィニティEX NEO」の早期購入者特典。設定では帝国軍がジェノザウラーの量産化案としてブロックス化を考案し、鹵獲したウネンラギアにジェノザウラーのコアを移植して改造したものとされる。しかしその凶暴性まで受け継いでしまったため、ジェノザウラーブロックス同士が争い合うという事態も発生。その結果、正式な量産は見送られた。

## ディスペロウ
| ディスペロウ DISPELOW | ディスペロウ DISPELOW |
| --------------------- | --- |
| 番号                  | BZ-018 |
| 所属                  | ヘリック共和国 チーム・サベージハンマー（フューザーズ）                                                                          |
| 分類                  | バッファロー型 |
| 全長                  | 13.3m(標準モード) 15.9m(砲撃モード) 14.5m(格闘モード)                                                                            |
| 全高                  | 8.3m |
| 重量                  | 49.0t |
| 最高速度              | 145.0km/h(標準モード) 85km/h(砲撃モード) 157km/h(格闘モード)                                                                     |
| 武装                  | メタルクラッシャーホーン×2 マルチプルキャノン×2 3連ロングレンジキャノン×2 マイクロミサイルポッド×4 メタルクロー×4 バイトファング |
| 得意技                | メタルクラッシャーホーン |

突撃戦用であり、エヴォフライヤーと共に凱龍輝をサポートするために開発されたバッファロー型ブロックスゾイド。攻守のバランスが優れるとともにエネルギー消費のもっとも少ない標準モード、長射程のロングレンジキャノンを持つ砲撃モード、超硬度のホーンで敵陣を引き裂く格闘モード（アルティメットモード）に状況に合わせて変形する。
武装
メタルクラッシャーホーン
標準モードと格闘モードでは側頭部に装着され、前者では後ろ、後者では前に向いている。砲撃モードでは後ろ脚に装備。
マルチプルキャノン
標準モードでは背部、格闘モードでは脇腹に、それぞれ後ろ向きに装備。砲撃モードでは角として側頭部に前向きで装備。
3連ロングレンジキャノン
標準モードでは後ろ脚、格闘モードでは背部に、それぞれ後ろ向きに装備。砲撃モードでは背部に前向きで装備。
マイクロミサイルポッド
標準モードでは四肢の付け根、格闘モードでは背部と後ろ脚、砲撃モードでは背部と肩に装備。
メタルクロー
四肢の蹄。
バイトファング
口部。
作中の活躍
『ゾイドフューザーズ』では最初はエヴォフライヤーと共に開拓団を襲う凶暴な野良ゾイド（劇中ではリヒタースケールと関連を思わせる描写もあるが、詳細不明）として登場。変形を繰り返してパートナーを失ったRDのライガーゼロを翻弄した。後にブレードの凱龍輝と同調して凱龍輝デストロイとしてユニゾンを果たす。最終決戦ではこのデストロイ形態でアルティメットセイスモと戦った。

## ディメトロプテラ
| ディメトロプテラ DIMETROPTERA | ディメトロプテラ DIMETROPTERA |
| ----------------------------- | --- |
| 番号                          | BZ-021 |
| 所属                          | ヘリック共和国 リヒタースケール（フューザーズ）                                                                                  |
| 分類                          | プテラノドン型/ディメトロドン型                                                                                                  |
| 全長                          | 10.6m（プテラノドンモード時） 17.2m（ディメトロドンモード時）                                                                    |
| 全高                          | 10.8m（プテラノドンモード時） 9.2m（ディメトロドンモード時）                                                                     |
| 重量                          | 30.7t |
| 最高速度                      | マッハ2.1（プテラノドンモード時） 151.0km/h（ディメトロドンモード時）                                                            |
| 武装                          | AZ140mmビーム砲×2 ロングレンジレーザーガン×2 スマッシュクロー×4 イオンベンチレーター テイルスタビライザー マグネッサー3Dレーダー |
| 主な搭乗者                    | レベッカ(ゾイドフューザーズ) |

「TB8」を採用した機体であり、「ディメトロドンモード」と「プテラノドンモード」へ変形する。プテラノドンとディメトロドンの遺伝子を破綻させずにかけ合わせた人工コアを用いることで、各形態において最高の能力を発揮することが可能となっている。中央大陸への帰還後に構築された生産拠点によって開発された機体の一つである。
プテラス、サラマンダーで培われた空戦型ゾイドの技術とゴルドス、ゴルヘックスの電子戦ゾイド技術がフィードバックされた機体であり、プテラノドンモードでは爆撃や現地への急行、ディメトロドンモードでは電子戦や索敵を行う。
武装
AZ140mmビーム砲
プテラノドンモードでは側頭部、ディメトロドンモードでは尻尾に装備
ロングレンジレーザーガン
プテラノドンモードでは翼、ディメトロドンモードでは胴体側面に装備。
スマッシュクロー
爪。プテラノドンモードでは翼と後ろ足、ディメトロドンモードでは四肢に装備。
イオンベンチレーター
プテラノドンモードでは両胸、ディメトロドンモードでは胴体側面に装備。
テイルスタビライザー
尻尾。
マグネッサー3Dレーダー
プテラノドンモードでは翼、ディメトロドンモードでは背びれ型レーダーとして装備。
作中の活躍
バトルストーリー
ZAC2108年11月の戦いにおいては帝国軍のマウントアーサ基地に空爆を敢行。その後地面に降下し電波妨害を行い、セイスモサウルスの長距離射撃を攪乱した。
ZAC2109年のヘリックシティ奪回作戦においては、セイスモサウルスの長距離射撃を電波妨害によって封じたことにより、共和国軍の進軍を助けた。
アニメ
『ゾイドフューザーズ』では、レベッカの搭乗機。スパイとしてマッハストームに入り、普段はディメトロドン形態、工作時はプテラノドン形態と使い分けることによってRDたちの目を欺いた。なお、同アニメで登場した機体はハズブロ社において発売されたキットに準拠したオレンジ基調のカラーとなっている。

### プテラフェニックス
ディメトロプテラ（プテラノドンモード）にフェニックスが合体した形態。武装と航続距離が強化される。

### キャノニアーディメトロ
ディメトロプテラ（ディメトロドンモード）にディスペロウが合体した形態。ディスペロウのパーツによって火力が増強され、精密砲撃を得意とする。

### ディメトロプテラ（対空仕様）
電撃ホビーマガジン2004年3月号掲載。レーザーストーム、シザーストームのガトリングを2基搭載し火力を増強したディメトロプテラ。

## トランスホーク
特定店舗において、『月刊コロコロコミック』2004年8月号に付属していた引換券と交換することで入手できたブロックス。タカ型とタイガーヘッド型の二形態を持つ。タイガーヘッド型ではワイツタイガーとレイズタイガーに本来の頭部の代わりに装着できる。
ゾイドとしての設定は特に無い。

## ナイトワイズ
| ナイトワイズ NIGHT WISE | ナイトワイズ NIGHT WISE |
| ----------------------- | --- |
| 番号                    | BZ-004 |
| 所属                    | ヘリック共和国 |
| 分類                    | フクロウ型 |
| 全長                    | 13.0m |
| 全高                    | 4.0m |
| 重量                    | 15.0t |
| 最高速度                | マッハ3.1 |
| 武装・装備              | 空対空ミサイルポッド×4 爆撃用ボム×2 クラッシュクロー×2 IR複合センサー×2 NI複合センサー×2 イオンブースター テイルスタビライザー |
| 得意技                  | スピードボム |
| 主な搭乗者              | メイ(ZOIDS惑星Zi) ミゲール(ゾイドフューザーズ)                                                                                 |

空対空ミサイル、爆撃用のボムを装備したフクロウ型ブロックスゾイド。IR複合センサーにより、夜間の戦闘や爆撃を得意とする。また、クラッシュクローを用いて陸戦ゾイドに襲いかかる格闘戦も可能。
武装
空対空ミサイルポッド
翼の下部に装備。
爆撃用ボム
同じく翼の下部に装備。
クラッシュクロー
両足の爪。
プロモーションビデオでは使用時に黄緑色に発光する描写もみられた。
IR複合センサー
両目。
NI複合センサー
羽角部分。
イオンブースター
背部コックピットの後部に備える。
テイルスタビライザー
尾羽。
作中の活躍
アニメ『ゾイドフューザーズ』では4話でファイヤーフェニックスをおびき寄せる囮として登場。
また、12話にはサベッジハンマーのミゲールの機体としても登場。レオブレイズ、ウネンラギアらとユニゾン。マトリクスドラゴンとしてRDのゼロフェニックスと戦ってこれを退けるが、次回の話でエナジーライガーの攻撃により再起不能となってしまった。
『ZOIDS惑星Zi』ではメイの愛機。

## バスターイーグル
| バスターイーグル BUSTER EAGLE | バスターイーグル BUSTER EAGLE                                                                                              |
| ----------------------------- | --- |
| 番号                          | BZ-009 |
| 所属                          | ヘリック共和国 チーム・サベージハンマー（フューザーズ）                                                                    |
| 分類                          | ワシ型 |
| 全長                          | 13.0m |
| 全高                          | 4.0m |
| 重量                          | 40t |
| 最高速度                      | マッハ2.0 |
| 武装・装備                    | バスターキャノン×2 バスタークロー×2 対空ミサイル×4 対地ミサイル×4 爆撃用ボム×2 テイルスタビライザー マグネッサーウイング×2 |
| 主な搭乗者                    | ウッシータ(ZOIDS惑星Zi) リュック(ゾイドフューザーズ)                                                                       |

ブロックスゾイド初のワシ型の大型飛行ブロックスゾイド。従来のブロックスゾイドは小型タイプが多かったが、敵対するネオゼネバス帝国軍のキメラブロックスに苦戦することが多かったため、より大型のブロックスゾイドを必要とした。同盟国であったガイロス帝国の技術をも取り入れて開発された。圧倒的な格闘戦能力を持つグリフォンへのチェンジマイズも想定されている。
武装・装備
バスターキャノン
背部コクピットブロックに2門装備する。長射程と高い威力を有し、多重合体したキメラブロックスも難なく破壊可能としている。
バスターイーグルはこの砲を用いり、ジャミングの届かない上空からの電子戦ゾイド破壊や前線のゴジュラスギガにバスターキャノンを搬送する任務も視野に入れている。
バスタークロー
バスターイーグルの爪部。鋭利になっており、単体のキメラブロックスならば紙切れのように引き裂くことが可能。
対空ミサイル
翼下に懸架される。
対地ミサイル
翼下に懸架される。
爆撃用ボム
翼下に懸架される。
テイルスタビライザー
バスターイーグルの尾翼。
マグネッサーウイング
主翼部。バスターイーグルを超高空へと急上昇させる能力を持つ。
作中の活躍
『ゾイドフューザーズ』では、ブレードのバーサークフューラーのユニゾン相手として捕獲され、以後は随時バーサークフューラーと合体してバスターフューラーとなる。バスターイーグル自体のパイロットはリュックが務める。しかし、エナジーライガーに攻撃されバーサークフューラーと共にお蔵入りになってしまった。
漫画『ZOIDS惑星Zi』では、メイの父・ウッシータの乗機として登場する。

### イーグル・アイ バグキャリアー
電撃ホビーマガジン2003年2月号掲載の改造バスターイーグル。バスターキャノンの代わりにレドームを装備し、空中での電子戦機としている。ボディと翼下にはバグと呼ばれる、敵ゾイドに取り付き制御プログラムを乗っ取る機能を持つ共和国製キメラブロックスの実験機を最大3機まで懸下し、管制可能としている。

## パラブレード
| パラブレード PARABLADE | パラブレード PARABLADE                                                          |
| ---------------------- | ------------------------------------------------------------------------------- |
| 番号                   | BZ-024                                                                          |
| 所属                   | Zi-ARMS                                                                         |
| 分類                   | パラサウロロフス型                                                              |
| 全長                   | 22.3m                                                                           |
| 全高                   | 7.5m                                                                            |
| 重量                   | 14.4t                                                                           |
| 最高速度               | 195.0km/h                                                                       |
| 武装                   | AZエクスブレード プラズマレールガン×2 スマッシュテイル 高機動ヒールブースター×2 |
| 得意技                 | エクスブーメラン                                                                |

Zi-ARMS社製のパラサウロロフス型ブロックス。運動性と接近戦闘能力に優れた小型ブロックスゾイドであり、分離状態では中・遠距離用の装備でデスレイザーを支援する。また、デスレイザーとの合体によってデカルトドラゴンとなる。
武装・装備
AZエクスブレード
頭部に装備される。射出可能で、ブーメランのように回転しつつ対象を斬りつける。
プラズマレールガン
背部に装備される。長射程のプラズマ射撃兵器。
スマッシュテイル
パラブレードの尾部。スパイクがついており、鞭のようにしなることで小型ゾイドを一撃で撃破可能。
高機動ヒールブースター
踵部に装備する。

### ネオラプター
電撃ホビーマガジン2004年9月号掲載の改造パラブレード。レブラプターを参考にした改造がなされており、前腕にレールキャノンが移植されている。このレールキャノンはEシールドのような防御フィールドを形成可能だとされる。

## ビクトリーレックス
| ビクトリーレックス | ビクトリーレックス                              |
| ------------------ | ----------------------------------------------- |
| 番号               | 不明                                            |
| 所属               | ZiGコーポレーション                             |
| 分類               | 恐竜型                                          |
| 全長               | 11.5m                                           |
| 全高               | 不明                                            |
| 重量               | 85.0t                                           |
| 最高速度           | 250.0km/h                                       |
| 武装               | マイクロミサイル ハイパーVキャノン キラークロー |

『ZOIDS SAGA Fuzors』に登場したゲームオリジナルゾイド。
ゲーム中の図鑑ではブロックスに分類されているためここに記述する。
同社の開発したビクトリーライガーとのユニゾンを前提として開発されている。
またビクトリーライガー以外にもトリニティライガーやジェノハイドラといったゲームオリジナルゾイド、さらにはデスザウラーとのユニゾンも可能。
ユニゾンによって火力を増強し、さらにデスザウラー以外には飛行能力を付加する。

## フェニックス
| フェニックス PHOENIX | フェニックス PHOENIX                                   |
| -------------------- | ------------------------------------------------------ |
| 所属                 | ヘリック共和国                                         |
| 分類                 | フェニックス型                                         |
| 全長                 | 18m                                                    |
| 全高                 | 7.2m                                                   |
| 重量                 | 35t                                                    |
| 最高速度             | マッハ2                                                |
| 武装                 | チャージミサイル AZショックカノン×4 小型2連ビーム砲×12 |

ライガーゼロのB-CASとして開発されたフェニックス型ブロックス。ライガーゼロとの合体によりライガーゼロフェニックスとして運用することを前提としているが、単体でもシュトルヒやフライシザースを凌駕する空戦能力を誇り、制空戦闘機としても運用可能な機体である。また、ライガーゼロにパーツを供与し、グライディングモードとして分離し地上のライガーゼロを支援可能なほか、さらにエヴォフライヤーと合体するゲイルフェニックス形態も用意されている。凱龍輝とは違う部署で開発された機体で、こちらは「ゾイドコアの共振」により合体した機体の出力を向上させる。モチーフには祖国復興の願いと大戦に終止符を打つ機体としてフェニックスが選ばれた。

### ファイヤーフェニックス
| ファイヤーフェニックス FIRE PHOENIX | ファイヤーフェニックス FIRE PHOENIX    |
| ----------------------------------- | -------------------------------------- |
| 所属                                | チーム・マッハストーム（フューザーズ） |
| 分類                                | フェニックス型                         |
| 全長                                | 18m                                    |
| 全高                                | 7.2m                                   |
| 重量                                | 35t                                    |
| 最高速度                            | マッハ2                                |
| 武装                                | チャージミサイル AZショックカノン×4    |

テレビアニメ『ゾイドフューザーズ』に登場したフェニックス型ゾイド。大戦後、野生化したフェニックスが独自進化を遂げた希少種と言われている。
無人の野良ゾイドで、本当に自分の力が必要になった時にだけRDの元に現れて、彼のライガーゼロとユニゾンする。装備された火器は一度も使われておらず、ユニゾンしていない場合は急降下による風圧で攻撃する。
野良ながら、捕らわれていたナイトワイズを助けるために飛来する描写もある。最後はブレードが新たに乗り込んだ凱龍輝の荷電粒子砲からRDとライガーゼロを守り、破壊される。

## ブラキオレックス
| ブラキオレックス BLACHIOREX | ブラキオレックス BLACHIOREX                                                                   |
| --------------------------- | --------------------------------------------------------------------------------------------- |
| 番号                        | RZ-105                                                                                        |
| 所属                        | ヘリック共和国                                                                                |
| 分類                        | ブラキオサウルス型 ティラノサウルス型                                                         |
| 全長                        | 8.6m（ティラノサウルス形態） 13.5m（ブラキオサウルス形態）                                    |
| 全高                        | 10.1m（ティラノサウルス形態）                                                                 |
| 重量                        | 39.0t                                                                                         |
| 最高速度                    | 260km/h（ティラノサウルス形態） 195km/h(ブラキオサウルス形態)                                 |
| 武装                        | エレクトロンバイトファング ヒートクロー×2 キラークロー×2 対ゾイド2連装衝撃砲 長距離ビーム砲×2 |
| 主な搭乗者                  | ボーン(ゾイドフューザーズ)                                                                    |

初めてTB8を採用したキット。国内でもミサイルトータスと同梱された「ブラキオトータス」としてトイザらス限定で発売されたほか、一部イベントにて海外版パッケージに日本語版組み立て説明書をセットした仕様で発売されていた。バトルストーリー未登場で明確な設定も存在しないが、アニメ『ゾイドフューザーズ』に一度だけ登場している。
装備
エレクトロンバイトファング
歯。
ヒートクロー
爪。ブラキオサウルス形態では前足に、ティラノサウルス形態では足に装備。
キラークロー
爪。ブラキオサウルス形態では後ろ足に、ティラノサウルス形態では手に装備。
対ゾイド2連装衝撃砲
ブラキオサウルス形態では胸部に、ティラノサウルス形態では下腹部に装備。
長距離ビーム砲
背中に装備。

### ブラキオトータス
| ブラキオトータス BLACHIO TORTOISE | ブラキオトータス BLACHIO TORTOISE |
| --------------------------------- | --- |
| 分類                              | 恐竜/陸ガメ型 |
| 全長                              | 19.1m |
| 全高                              | 8.6m |
| 重量                              | 54.6t |
| 最高速度                          | 155km/h |
| 武装                              | エレクトロンバイトファング ヒートクロー×2 キラークロー×2 対ゾイド2連装衝撃砲 長距離ビーム砲×2 対ゾイドICBM 2連装ビームキャノン×2 ボムシェル |
| 主な搭乗者                        | ボーン(ゾイドフューザーズ) サマンサ(ゾイドフューザーズ)                                                                                     |

ブラキオレックスとミサイルトータスのユニゾンゾイド。『ゾイドフューザーズ』に登場した際は口から火炎放射を行った。
装備
エレクトロンバイトファング
ヒートクロー
キラークロー
対ゾイド2連装衝撃砲
長距離ビーム砲
以上はブラキオレックス（ブラキオサウルス形態）に準じる。
対ゾイドICBM
ボムシェルの上に装備。
2連装ビームキャノン
ボムシェル側面に装備。
ボムシェル
背甲。

## ブリッツハーケン
| ブリッツハーケン BLITZ HAKEN | ブリッツハーケン BLITZ HAKEN                                             |
| ---------------------------- | ------------------------------------------------------------------------ |
| 番号                         | BZD-002                                                                  |
| 所属                         | Zi-ARMS                                                                  |
| 分類                         | ヴェロキラプトル型                                                       |
| 武装                         | 2連ブラスト重機関銃 クローハーケン×2 スマッシュハーケン×2 テイルハーケン |

Zi-ARMS社がブラストルタイガーの支援機として開発した多目的軽装甲小型ゾイドブロックス。高い機動性と鋭利な鎌状の爪を用いた格闘戦を得意とする。戦闘用の他にも工事用や連絡用など多数のバリエーションが存在する。機体を分解することでブラストルタイガーの強化パーツにもなる。開発時には「ハーケンマスター」というコードネームが用いられていた。
装備
2連ブラスト重機関銃
胸部に装備。
クローハーケン
前足の鉤爪。
スマッシュハーケン
後ろ足の鉤爪（シックルクロー）。
テイルハーケン
尾の先端の両側面に装備された鉤爪状のブレード。

## ブリッツホーネット
| ブリッツホーネット BLITZ HORNET | ブリッツホーネット BLITZ HORNET                              |
| ------------------------------- | ------------------------------------------------------------ |
| 番号                            | BZD-001                                                      |
| 所属                            | ZOITEC                                                       |
| 分類                            | スズメバチ型                                                 |
| 武装                            | AZポイズンニードル マグネッサーウイング×2 プロペラントタンク |

ZOITECがゾイドブロックスを小型ビークルとして運用すべく開発した機体。単体での戦闘能力も高いと言われ、さらにチェンジマイズパーツとしての有用性にも優れているとされる。
装備
AZポイズンニードル
腹部先端の毒針。軍用モデルに搭載。
一時的に敵ゾイドを麻痺させ、動きを止める威力を秘める（ただし大型のゾイドには効き難い）。
マグネッサーウイング
翅。
プロペラントタンク
腹部。
ゲーム
ZOIDS.VSIIIではCPU専用機体として登場。ゾイドの残骸から発生する。耐久力はかなり低いが、的が小さいため格闘攻撃が当たらず、バルカンといった弱い火器でも怯みによる無敵時間が発生する。無限に発生するステージもある。

### ブリッツペプシス
『ゾイドジェネレイションズ』に登場。ブリッツホーネットをベースとした改造だが、書籍解説ではバラッツとされる。

### クインビィ
電撃ホビーマガジン2003年11月号掲載の改造例。女王バチ型。機体色は金色と黒。二つ横並びになった腹部は、高出力の加速用ユニット。腹部背面にはレドームを備えており、無人機のコントロールを始めとした様々な用途に使える。腹部先端には1基のパイルバンカーを、頭部には小型のロングレンジパルスレーザーを装備。光学迷彩も搭載している。レーヴェ・ラリア中尉の乗機。

### ネオゼネバス帝国仕様機
電撃ホビーマガジン2003年11月号掲載の改造例。鹵獲機を黒にリペイントして使っているという設定。

### ホーネットタンカー
電撃ホビーマガジン2003年11月号掲載の改造例。胸部と腹部の間に4つのタンクを一列に並べている。液体輸送用の民間機という設定。黄色がメインで、増設タンクは白。

### ビッグヘッド
電撃ホビーマガジン2003年11月号掲載の改造例。実際のスズメバチをイメージした大きな頭が特徴。機体色は黄色と黒。指揮官用。

### アームドかまかま
電撃ホビーマガジン2003年11月号掲載の改造例として取り上げられた、赤いカマキリ型ブロックスゾイド。カマキリ型のレッドかまかまと、カニに似たボイルドクラブに分離できる。ボイルドクラブは偵察や脱出時に用いることも可能。

### ブリッツガーディアン
電撃ホビーマガジン2003年11月号掲載の改造例。人型に近い。左腕のAZポイズンニードルから毒液を弾丸のように射出し、両肩のニードルをショルダータックルの要領で突き刺す。4基のマグネッサーウイングで飛行が可能。

### その他
電撃ホビーマガジン2003年11月号掲載の改造例として、バッタ型とシオマネキ型のブロックスゾイドが取り上げられている。

## ブレイドホーク
ゾイドフルメタルクラッシュに登場し、その初回分に付属したタカ型ゾイド。同ゲームのデモムービーとエンディングにも出ている。
ムラサメライガーと合体することにより、ムラサメライガーシノビカスタムとなる。これはゲーム自体にも登場し、ある分岐点を選択してクリアすると使えるようになる。
機動力やジャンプ力に優れ、手裏剣に変形したブレイドホークを投げて攻撃する。必殺技の一つに、ブレイドホークを分身させて攻撃させる技がある。

### 鋭華
ゾイドジェネレイションズに登場するブレイドホークの改造機。エイカと読む。飛猿のサポート機であり、有人機ではあるが飛猿からある程度の無線誘導も可能。核となる風車手裏剣を飛猿の武装として切り離すことで小型形態となるほか、飛猿との合体も可能。搭乗者はアヤメ。

## Power Mammoth
| Power Mammoth | Power Mammoth |
| ------------- | ------------- |
| 番号          | BZ-101        |
| 分類          | マンモス型    |
| 全長          | 12.24m        |
| 全高          | 8.64m         |
| 重量          | 25.4t         |
| 最高速度      | 180km/h       |

ハズブロよりZ-Builders（国外のゾイドブロックス）シリーズで発売されたマンモス型ブロックス。

## Power Mantis
| Power Mantis | Power Mantis |
| ------------ | ------------ |
| 番号         | BZ-102       |
| 分類         | カマキリ型   |
| 全長         | 11.8m        |
| 全高         | 8.28m        |
| 重量         | 22.6t        |
| 最高速度     | マッハ3.5    |

ハズブロよりZ-Builders（国外のゾイドブロックス）シリーズで発売されたカマキリ型ブロックス。

## ボルドガルド
| ボルドガルド BOLDGUARD | ボルドガルド BOLDGUARD                                                   |
| ---------------------- | ------------------------------------------------------------------------ |
| 番号                   | BZ-010 FZ-004（フューザーズ）                                            |
| 所属                   | ヘリック共和国 チーム・マッハストーム（フューザーズ）                    |
| 分類                   | パノプロサウルス型                                                       |
| 全長                   | 10.1m                                                                    |
| 全高                   | 5m                                                                       |
| 重量                   | 23t                                                                      |
| 最高速度               | 125km/h                                                                  |
| 武装                   | 4連装中距離キャノン×2 ブレイクスパイク×2 レーザークロー×4 バイトファング |
| 得意技                 | クレイジースパイク                                                       |
| 主な搭乗者             | シグマ(ゾイドフューザーズ)                                               |

キメラブロックスに対抗するために開発されたパノプロサウルス型重武装ブロックスゾイド。主な目的は後方支援だが、自らの装備をBZ-001～004に与えることで各機をパワーアップすることができる。ブレイクスパイクは打突用の装備で、高速回転しながら突撃するクレイジースパイクは大型ゾイドをも撃破可能な威力を有する。
武装
4連装中距離キャノン
背中の上に装備。
ブレイクスパイク
背部側面に装備。
レーザークロー
四肢の爪。
バイトファング
口部。
作中の活躍
『ゾイドフューザーズ』ではマッハストームの1人、シグマの愛機。後方支援担当ながら第6話では盗賊団相手に、弾切れを起こしながらも必殺技を繰り出す健闘を見せた。しかし第7話で、キッドの操るセイバータイガーホロテックの奇襲を受け、大ダメージによりバトル不能となり、保護区送りになってしまう。

### ボルドピオ
FZ-004 ボルドガルドパッケージに掲載されたユニゾンバリエーション。レオブレイズとの合体形態。

### M.O.Z ムルティプラ
電撃ホビーマガジン2004年10月号掲載の改造作例。戦後、民間用に転用されたノドサウルス型のボルドガルド派生機で、作業用にコンテナなどを装着できる。頭部交換によって有人機と無人機の2種類が存在する。

### ボルドバイパー
電撃ホビーマガジン2003年3月号掲載。ステルスバイパーと同等以上の性能を持つ奇襲用ゾイドとして作られたヘビ型ブロックスゾイド。ボルドガルドのパーツのみで構成される。

### ボルドキャタピラー
電撃ホビーマガジン2003年3月号掲載。モルガを参考に作られた昆虫（芋虫）型ブロックスゾイド。ボルドガルドのパーツのみで構成される。ブレイクスパイクを推進装置（足）に転用しており、不整地においては抜群の走破性を誇る。作例として取り上げられた赤い機体は、特殊部隊「真紅の鉄騎兵」所属という設定。

## ミサイルトータス
| ミサイルトータス MISSILE TORTOISE | ミサイルトータス MISSILE TORTOISE             |
| --------------------------------- | --------------------------------------------- |
| 番号                              | BZ-101                                        |
| 所属                              | ヘリック共和国                                |
| 分類                              | カメ型                                        |
| 全長                              | 8.7m                                          |
| 全高                              | 5.9m                                          |
| 重量                              | 38.6t                                         |
| 最高速度                          | 120km/h                                       |
| 武装                              | 対ゾイドICBM 2連装ビームキャノン×2 ボムシェル |
| 主な搭乗者                        | サマンサ(ゾイドフューザーズ)                  |

ミサイル発射と連動するサウンドギミックを備えた陸ガメ型ブロックス。詳細な設定はないが、アニメ『ゾイドフューザーズ』に数回登場した。ブラキオレックスとの同梱版が「ブラキオトータス」として販売されたが、国内では単品販売されていない。
装備
対ゾイドICBM
ボムシェルの上に装備。
2連装ビームキャノン
ボムシェルの側面に装備。
ボムシェル
背甲。

### ビームトータス
アニメ『機獣創世記ゾイドジェネシス』に登場した機体。背部には対ゾイドICBMではなくビーム砲（正式名称は不明）を装備している。主人公の父親も搭乗しており、この世界では比較的メジャーな機種らしい。

## モサスレッジ
| モサスレッジ MOSASLEDGE | モサスレッジ MOSASLEDGE                                 |
| ----------------------- | ------------------------------------------------------- |
| 番号                    | BZ-003                                                  |
| 所属                    | ヘリック共和国                                          |
| 分類                    | モササウルス型                                          |
| 全長                    | 12.2m                                                   |
| 全高                    | 3m                                                      |
| 重量                    | 15t                                                     |
| 最高速度                | 60ノット（水中） M0.1（空中）                           |
| 武装                    | 魚雷ポッド×2 テイルソー バイトファング イオンブースター |
| 得意技                  | スレッジクラッシュ                                      |
| 主な搭乗者              | パッカー(ZOIDS惑星Zi) バルカン(ゾイドフューザーズ)      |

主な武装は魚雷ポッドと格闘用のテイルソーとバイトファングで、雷撃戦と格闘戦を得意とする。また、短時間ながら低空飛行や陸上活動も可能。第二次大陸間戦争時代はハンマーヘッドの随伴機としても活躍した。
武装
魚雷ポッド
両肩に装備。
テイルソー
尻尾。
得意技のスレッジクラッシュは、高速で敵に接近しこの装備で攻撃する。PVにおいてはその際、鋸部が発光する描写が見られた。
バイトファング
口部。
イオンブースター
コックピットの後部に備える。
その他
商品のスチル写真やPVでは、頬部からサーチライトに類似する発光を見せている。
作中の活躍
『ゾイドフューザーズ』ではサベッジハンマー・クラッシャーズのバルカンが乗っていたが、単体で登場したのはマトリクスドラゴンに合体する直前のみであり、そのままやられてしまった。その他に野生ゾイド（正確には野良ゾイド）として登場することはない。

## レイコング
| レイコング RAY KONG | レイコング RAY KONG                                    |
| ------------------- | ------------------------------------------------------ |
| 所属                | ヘリック共和国                                         |
| 分類                | ゴリラ型                                               |
| 全長                | 7.2m                                                   |
| 重量                | 42.0t                                                  |
| 最高速度            | 182km/h                                                |
| 武装                | ロケットランチャー ショルダースパイク アイアンナックル |
| 主な搭乗者          | ピアーズ(ゾイドフューザーズ)                           |

ゴリラ型ブロックス。レイスパーク回路をボディに搭載した実験機。
アニメ『ゾイドフューザーズ』には、ピアーズのエナジーライガーの制御装置兼ユニゾンパートナーとして登場。

## Ray Saurer
| Ray Saurer | Ray Saurer     |
| ---------- | -------------- |
| 番号       | BZ-104         |
| 所属       | ヘリック共和国 |
| 全長       | 12.3m          |
| 全高       | 8.2m           |
| 重量       | 38.0t          |
| 最高速度   | 180km/h        |

恐竜型ブロックス。
ハズブロ社のオリジナル製品であり、国内では発売されていない。
レイコング同様クリア成型の胴体フレームに電飾を内蔵。

## レオゲーター
| レオゲーター LEOGATOR | レオゲーター LEOGATOR |
| --------------------- | --- |
| 番号                  | BZ-020 |
| 所属                  | ヘリック共和国 リヒタースケール（フューザーズ） |
| 分類                  | ライオン型/ワニ型 |
| 全長                  | 15.1m（ライガーモード） 19.9m（アリゲーターモード） |
| 全高                  | 7.2m（ライガーモード） 7.8m（アリゲーターモード） |
| 重量                  | 40.2t |
| 最高速度              | 299km/h（ライガーモード） 141km/h（アリゲーターモード） |
| 武装                  | スマッシュクロー×4 AZレーザーキャノン砲 シールドオフェンス×2(ライガーモード時のみ) Zファウスト 3Dテイルレーダー バイトファング（アリゲーターモード時のみ） AZ地対空ミサイル（アリゲーターモード時のみ） |
| 主な搭乗者            | リュック(ゾイドフューザーズ) |

TB8を採用した機体。パーツの組み替えによりライガーモードとアリゲーターモードへの変形が可能。中央大陸に生産地を持てなかった共和国軍が、同大陸に生産拠点を構築し量産化に着手したゾイドのひとつ。TB8による通常ゾイド核並の出力と生産コストを両立しており、変形によって陸戦・水中戦双方で活躍する。
武装
スマッシュクロー
四肢の爪。
AZレーザーキャノン砲
ライガーモードでは尻尾として、アリゲーターモードでは背部に装備。
Zファウスト
ライガーモードでは背部、アリゲーターモードでは尻尾に当たる部分に装備。
3Dテイルレーダー
ライガーモードでは背部、アリゲーターモードでは腹部に装備。
シールドオフェンス
ライガーモードのたてがみ。
バイトファング
アリゲーターモードの口部。
AZ地対空ミサイル
アリゲーターモードの尾部背面に装備。

### アーマードレオ
レオゲーター（ライガーモード）に月甲と飛燕の装甲が装着されたチェンジマイズ形態。一撃のみとはいえエナジーライガーの攻撃に耐え得る防御力を持つ。

### シザーアームゲーター
レオゲーター（アリゲーターモード）にエヴォフライヤーが合体したチェンジマイズ形態。ボディに敵を挟むことができるシザーアームが備えられ渡河戦などにおいて活躍した。

### TBザウルス
電撃ホビーマガジン2004年4月号掲載。レオゲーターにディメトロプテラのパーツやバスターキャノンを装備したカミナリ竜型改造ゾイド。その姿から「ウルトラザウルスJr」とも呼ばれる。

## レオストライカー
| レオストライカー LEOSTRIKER | レオストライカー LEOSTRIKER |
| --------------------------- | --- |
| 番号                        | BZ-012 |
| 所属                        | ヘリック共和国 チーム・マッハストーム（フューザーズ） |
| 分類                        | ライオン型 |
| 全長                        | 11.5m |
| 全高                        | 5m |
| 重量                        | 20t |
| 最高速度                    | 200km/h(ガンナーモード) 180km/h(アルティメットモード) |
| 武装                        | （アルティメットモード） ザンスマッシャー×2 ザンブレイカー バイトファング 小型ミサイルポッド Eシールド発生装置 （ガンナーモード） マルチプルキャノン×2 ザンブレイカー ストライクレーザークロー×4 中型ミサイルポッド×2 |
| 得意技                      | ストライクザンスマッシャー（アルティメットモード） ガンナーズブレイク（ガンナーモード） |
| 主な搭乗者                  | シグマ(ゾイドフューザーズ) |

キメラブロックスに対抗するために開発されたレオブレイズの後継機。格闘戦形態のアルティメットモードと砲撃戦形態のガンナーモードの2形態に変形（チェンジマイズ）することが出来る。
当初、このゾイドの開発はレオブレイズに性能向上用ブロックスゾイドからパーツを供与する強化プランで設計が行われていた。しかし、キメラブロックスの戦闘能力向上速度を考慮した場合、このゾイドの実戦配備が完了されるころには戦場において絶対的な優位が保てないことが判明する。
そのため、レオブレイズ強化用機体として元々存在した性能向上ブロックスのプランはボルドガルドへと分割され、レオブレイズ強化案は独自に発展型の開発を開始することとなった。シュナイダー、パンツァーといったCASも参考にされ、レオブレイズの特色である機動性を損なうことなく戦況に応じたモードチェンジを行うゾイドとして完成した。
武装・装備
ザンスマッシャー
アルティメットモードにおいて前脚に装備する。超硬質金属装甲となっており、敵に打突し引き裂くことでレオブレイズのストライクレーザークローを凌駕する威力を誇る。
ガンナーモードでは後脚装甲となる。
ザンブレイカー
レオストライカーの尾部。
バイトファング
レオストライカーの牙部。
小型ミサイルポッド
ガンナーモードにおいて頭部、アルティメットモードにおいては後脚に装備する。
Eシールド発生装置
鬣部のパーツに装備する。
Eシールドを展開可能だが、セイスモサウルスの砲撃を防ぎきれない場面も見られた。
マルチプルキャノン
ガンナーモードでは背部、アルティメットモードでは腹部に装備する。
スモークディスチャージャーを兼用する砲。
ストライクレーザークロー
レオストライカーの爪部分。レオブレイズから引き続き装備する。
作中の活躍
『ゾイドフューザーズ』では第8話で初登場。セイバータイガーホロテックによってボルドガルドを失ったシグマに、ハルドが与えた機体。再戦で雪辱を果たし、第10話ではマスクマンのコマンドウルフとユニゾンし、コマンドストライカーとなった。劇中ではアルティメットモードが使用されることは無かった。

### レオファントム
ゾイド公式ファンブック4巻掲載。レオストライカーにボルドガルドの装備を組み込み強化したチェンジマイズ形態。火力と装甲が強化されている。
『月刊コロコロコミック』2003年4月号にも掲載。こちらでは高速戦用の形態で、ヘビーゲイルと互角の戦いを行った。

### エクセリオン
電撃ホビーマガジン2003年4月号掲載。レオストライカー2体が合体して構築されるゾイドで、人型を髣髴とさせる形状を持つ。対ロードゲイル戦を想定したチェンジマイズ。

### レオストライカー ダブルヘッド
電撃ホビーマガジン2003年11月号掲載。横に並んだ2つの首を持つ。胴体はガンナーモード、脚はアルティメットモードをベースにしている。首や後ろ脚にはブリッツホーネットのパーツを使用。

## レオブレイズ
| レオブレイズ LEOBLAZE | レオブレイズ LEOBLAZE                                                                 |
| --------------------- | ------------------------------------------------------------------------------------- |
| 番号                  | BZ-001 FZ-005（フューザーズ）                                                         |
| 所属                  | ヘリック共和国 チーム・マッハストーム（フューザーズ）                                 |
| 分類                  | ライオン型                                                                            |
| 全長                  | 11.3m                                                                                 |
| 全高                  | 4.5m                                                                                  |
| 重量                  | 18t                                                                                   |
| 最高速度              | 220km/h                                                                               |
| 武装                  | ザンブレード バイトファング ストライクレーザークロー×4 小型Eシールド イオンブースター |
| 得意技                | ザンクラッシャー ストライクレーザークロー                                             |
| 主な搭乗者            | クーゴ(ZOIDS惑星Zi) マット(ゾイドフューザーズ)                                        |

過去の共和国ライオン型ゾイドのデータが豊富なことから開発された。突撃戦・格闘戦を想定して開発され、高速走行能力を生かしストライクレーザークローでの攻撃やすれ違いざまにザンブレードで敵を切り裂く戦法を得意とする。炎を想起させる赤いアーマーを持ち、非常に扱い易いため、様々な戦局で活躍する機体。
武装
ザンブレード
尾部の装備。
敵の攻撃を回避しながら切りかかることが可能。
バイトファング
口部の装備。
敵を噛み砕く。
ストライクレーザークロー
四肢の爪。
高速移動しながらこの装備で切りかかる攻撃を必殺技とした資料もみられる。
小型Eシールド
鬣部分に備える。
攻撃から身を守る装備。
イオンブースター
背部コックピットの後部に備える。
レオブレイズはこれによって最大速度に達する。
作中の活躍
『ゾイドフューザーズ』ではマッハストームに前からあった機体のようだが、乗り手はいなかった。
後にマットが搭乗するようになるが、ロードゲイルに蹂躙され、後にマトリクスドラゴンに取り込まれてしまい、そのまま他の機体共々エナジーライガーによって再起不能になってしまう。
『ZOIDS惑星Zi』ではクーゴの愛機。

### レオガルド
FZ-005 レオブレイズ掲載のユニゾンバリエーション。レオブレイズとボルドガルドの合体形態。

## プテロレイズ
| プテロレイズ PTERORAYSE | プテロレイズ PTERORAYSE                                                 |
| ----------------------- | ----------------------------------------------------------------------- |
| 番号                    | なし                                                                    |
| 所属                    | ヘリック共和国 ZOITEC                                                   |
| 分類                    | ケツァルコアトルス型                                                    |
| 全長                    | 12.0m                                                                   |
| 全高                    | 23.0m                                                                   |
| 重量                    | 18.5t                                                                   |
| 最高速度                | マッハ2.5                                                               |
| 武装                    | 3連装ショックキャノン×2 シャインマグネッサーウイング×2 フットブースター |

レイズタイガーの支援用として開発されたブロックスゾイド。レイズタイガーと合体することによりジェットレイズタイガーとなる。ボディと比較し翼が大きく、飛行よりも滑空を得意としている。
武装・装備
シャインマグネッサーウイング
翼。
3連装ショックキャノン
翼の爪部分。
フットブースター
足部分。

## サウロナイツ
| サウロナイツ SAURO KNIGHTS | サウロナイツ SAURO KNIGHTS      |
| -------------------------- | ------------------------------- |
| 番号                       | 不明                            |
| 所属                       | アーカディア王国                |
| 分類                       | 不明                            |
| 全長                       | 13.7m                           |
| 全高                       | 不明                            |
| 重量                       | 12.0t                           |
| 最高速度                   | 195km/h                         |
| 武装                       | シングルキャノン 高周波ファング |

『ZOIDS SAGA DS』で登場するゲームオリジナルゾイドで、早期購入者特典としてキットが同梱された。
アーカディア王家に代々伝わる王位継承者専用ゾイド。伝承では「青き者が纏いし衣」と呼ばれており、作中ではムラサメライガーとユニゾンが可能になっている。その形態はムラサメライガー・ナイトカスタムと呼称される。ゲーム序盤では主人公機として活躍する。

## 合体形態

### ダブルアームリザード
| ダブルアームリザード D.A.LIZARDS DoubleArmLIZARD | ダブルアームリザード D.A.LIZARDS DoubleArmLIZARD                                     |
| ------------------------------------------------ | ------------------------------------------------------------------------------------ |
| 所属                                             | ヘリック共和国                                                                       |
| 分類                                             | オオトカゲ型                                                                         |
| 全長                                             | 14.7m                                                                                |
| 全高                                             | 5.9m                                                                                 |
| 重量                                             | 34.5t                                                                                |
| 最高速度                                         | 130km/h                                                                              |
| 武装                                             | テイルアサルトライフル ザンブレード AZハンドガン×2 バイトファング ストライククロー×4 |
| 得意技                                           | クラッシュブレイク                                                                   |

レオブレイズとウネンラギアの合体（チェンジマイズ）したオオトカゲ型ブロックスゾイド。構成パーツが増大したために重量も増加し最高速度自体は低下しているが、2体分のゾイドコアを持つことにより従来型のゾイドを上回る出力を獲得。分離時の2機に比べ、パワーや火力、反応速度が向上している。ただし操縦性は悪化しており、エースパイロットにしか扱えないとされている。機体呼称は「二体の兵器から作られたトカゲ」の意。
武装
テイルアサルトライフル
背部に装備。元はウネンラギアの尻尾。
ザンブレード
尻尾。元はレオブレイズの武装。
AZハンドガン
前脚に装備。元はウネンラギアの武装。
バイトファング
口部。ダブルアームリザードの頭部は、ウネンラギアのものをそのまま使っている。
ストライククロー
四肢の爪。前足はウネンラギアの後ろ足、後ろ足はレオブレイズのものを使用。
作中の活躍
『ZOIDS惑星Zi』では一部パーツ構成を変更され、破損したウネンラギアの頭部に代わり本来余剰となるレオブレイズの頭部を先頭として登場した。

#### シャドーアームリザード
| シャドーアームリザード SHADOW ARM LIZARDS | シャドーアームリザード SHADOW ARM LIZARDS                                                         |
| ----------------------------------------- | ------------------------------------------------------------------------------------------------- |
| 所属                                      | ヘリック共和国                                                                                    |
| 分類                                      | オオトカゲ型                                                                                      |
| 全高                                      | 不明                                                                                              |
| 重量                                      | 不明                                                                                              |
| 最高速度                                  | 不明                                                                                              |
| 武装                                      | ザンブレード AZハンドガン×2 バイトファング ストライククロー×4 ミサイルランチャー ビームランチャー |
| 得意技                                    | クラッシュブレイク                                                                                |
| 主な搭乗者                                | アキ・イスルギ(ゾイド妄想戦記) ヒロ・イスルギ(ゾイド妄想戦記)                                     |

全身を漆黒のステルス装甲で覆われたダブルアームリザードの隠密任務用バリエーション機体。通称“S・A・L（サル）”と呼ばれており、戦況や状況に応じてチェンジマイズによる武装交換を行う変幻自在の戦闘スタイルを持っているとされる。追加装備としてカノンダイバーのビームランチャーとミサイルランチャー、サーチライトを搭載している。
作中の活躍
ウェブコミック『ZOIDS妄想戦記・STORY 14「特殊任務」』に登場。ヘリック共和国諜報部のイスルギ兄弟の乗機となっている。ニカイドス島において不審なゾイド研究が行われていることから、その調査に導入された。

#### スナイプリザード
電撃ホビーマガジン2002年7月号掲載の改造作例。グリーンカラーに塗装されたダブルアームリザードにスナイプマスターのロングレンジスナイパーライフルとスナイパーズシートを搭載した現地改良タイプ。

### マトリクスドラゴン
| マトリクスドラゴン MATRIX DRAGON | マトリクスドラゴン MATRIX DRAGON |
| -------------------------------- | --- |
| 番号                             | 設定なし(ヘリック共和国) FZ-013(フューザーズ) |
| 所属                             | ヘリック共和国 チーム・サベージハンマー兼クラッシャーズ（フューザーズ）                                                                                |
| 分類                             | ドラゴン型 |
| 全長                             | 10.8m |
| 全高                             | 13.7m |
| 重量                             | 60.2t |
| 最高速度                         | マッハ1.8 |
| 武装                             | テイルアサルトライフル AZハンドガン 爆撃用ボム×2 魚雷ポッド×2 空対空ミサイル×4 バイトファング ストライクレーザークロー×2 クラッシュクロー×2 テイルソー |
| 得意技                           | ドラゴントゥース |
| 主な搭乗者                       | クーゴ グゥ パッカー メイ (以上ZOIDS惑星Zi) ワッツ バルカン ミゲール (以上ゾイドフューザーズ)                                                          |

レオブレイズ、ウネンラギア、モサスレッジ、ナイトワイズの4体が合体した形態。陸海空のあらゆる戦場で活動可能で、通常の大型ゾイドに匹敵する出力を発揮できる。機動性重視の形態ゆえ、装甲が少なく防御性が低下しているのが唯一の欠点。コクピットは4つ存在し、戦う場所によって操縦者を変更する。得意技のドラゴントゥースは高速移動しつつ敵に噛みつく攻撃。
武装
テイルアサルトライフル
ウネンラギアの同兵装を背部に装備。中距離で抜群の命中精度を誇る。
AZハンドガン
両肩に装備。元はウネンラギアの武装。
爆撃用ボム
翼に装備。
空対空ミサイル
同じく翼に装備。
マトリクスドラゴンはナイトワイズの武器類や翼を持ち、キメラドラゴンを凌駕する空戦能力を発揮する。
魚雷ポッド
両肩に装備。元はモサスレッジの武装。
バイトファング
口部。マトリクスドラゴンの頭部は、ウネンラギアのものをそのまま使っている。
ストライクレーザークロー
両手の爪。元はウネンラギアのもの。
クラッシュクロー
両足の爪。元はナイトワイズのもの。
テイルソー
尻尾。元はモサスレッジのもの。
腕に持ち替え、剣のように用いることもある。
作中の活躍
アニメ『ゾイドフューザーズ』では中ボス的立ち位置であり、中盤までOPの最後に登場していた。飛行時にはナイトワイズの翼パーツから光の翼が発生する。劇中ではウネンラギアのパイロットであるワッツをメインに、モサスレッジのパイロットのバルカン、ナイトワイズのパイロットのミゲールで構成される「クラッシャーズ」3人が搭乗。史上初の「4体ユニゾン」を完成させるため、自分たちのゾイドに適合するレオブレイズの個体を探しているうちにマッハストームのマットと出会い彼をそそのかしてユニゾンの調整を裏で行い、RDとマットの一騎打ち対決の最中に乱入してマットのレオブレイズを巻き込む形でマトリクスドラゴンへとZiユニゾン。驚異的なスペックで初登場時にはライガーゼロフェニックスを、後日サベージハンマー主催で開催されたバトルロワイヤルではゼロフェニックスおよびバスターフューラーと互角以上の闘いを繰り広げるなど、最強ゾイドに近い扱いで活躍したが、何の前触れもなく介入してきたエナジーライガーの一撃で行動不能となった。なお、レオブレイズはマットの搭乗していた物を取り込んでおり、上記の攻撃で他の機体共々廃棄された模様。稀少な4体ユニゾンはマトリクスドラゴン以外にも、後に無人ゾイドであるキメラユニットが再び実現させた。
漫画『ZOIDS惑星Zi』ではブラックストーンにおけるロードゲイルとの戦闘にて、クーゴたち4人のブロックスが合体し誕生。後にクーゴの1人乗りになるとともにパワーアップ（外観上は羽がバスターイーグルのものに変化している）し、光速移動能力を身に付け、インギやエーマの駆るロードゲイルと死闘を繰り広げた。

### グリフォン
| グリフォン | グリフォン                                 |
| ---------- | ------------------------------------------ |
| 番号       | 無し                                       |
| 所属       | ヘリック共和国                             |
| 分類       | グリフォン型                               |
| 全長       | 10.8m                                      |
| 全高       | 不明                                       |
| 重量       | 46.3t                                      |
| 最高速度   | マッハ1.5                                  |
| 武装       | キラービーク AZ対空ミサイル バスタークロー |
| 得意技     | ウインドクロス（ZOIDS VS.シリーズ）        |

バスターイーグル・レオブレイズ・ウネンラギアの合体形態。ダブルアームリザードと組み合わせることで色が白で統一できる。BZ-009バスターイーグルのパッケージや玩具CMで初登場、以後多くのゲームに姿を見せる。
『ZOIDS SAGA DS』ではダブルアームリザードとの合体は不可能で、レオブレイズ、ウネンラギアが個々にいる状態でなければならない。
得意技のウインドクロスは、羽ばたき動作からエネルギーを放つZOIDS VS.シリーズオリジナル技である。

### ゴジュロックス
| ゴジュロックス | ゴジュロックス                                               |
| -------------- | ------------------------------------------------------------ |
| 分類           | ゴジュラス型                                                 |
| 全長           | 19.4m                                                        |
| 重量           | 133.0t                                                       |
| 最高速度       | 130km/h                                                      |
| 武装           | マグネイズファング レールキャノン ハンドガン Sレーザークロー |

レオブレイズ・ウネンラギア・ナイトワイズ・シェルカーン・ディプロガンズ・デモンズヘッドが合体したゲームオリジナルゾイド。
ZOIDS SAGA IIに登場。
ブロックスゾイドとキメラブロックスの合体ゾイドだがこちらに記述する。
データ上では名前の通りゴジュラス型BLOXとされている。